# Östermalms IP
L'Östermalms IP és un camp d'esports que es troba al districte d'Östermalm, Estocolm. Acabat el 1906, la instal·lació va ser seu de diversos esports durant els Jocs Olímpics de 1912: hípica, esgrima (incloent la part pel pentatló modern) i el tennis. També va acollir l'exhibició de beisbol en aquests mateixos jocs. Actualment és la seu dels equips inferiors del Djurgårdens IF Fotboll i diversos equips de lligues menors. Les pistes d'atletisme també acullen una pista de patinatge de velocitat durant l'hivern.
La pista d'hoquei sobre gel es va completar per a la temporada 1926-1927.